# Calendrier international féminin UCI 1994
 (octobre 2023).
Navigation
1995
Le calendrier international féminin UCI 1994 regroupe les compétitions féminines de cyclisme sur route organisées sous le règlement de l'Union cycliste internationale durant la saison 1994.
Le calendrier inclut les Championnats du monde de cyclisme sur route 2004 d'Agrigente, ainsi que les différents championnats nationaux. 

## Calendrier des épreuves

### Avril
| Date  | Épreuve                       | Cat. | Vainqueur            | Équipe |
| ----- | ----------------------------- | ---- | -------------------- | ------ |
| 2-4   | Tour de Berlin                | 2.2  | Hanka Kupfernagel    |        |
| 7-10  | Trois jours de Vendée         | 2.2  | Svetlana Boubnenkova |        |
| 21-24 | Gracia Tour                   | 2.2  | Gulnara Fatkúlina    |        |
| 24    | Tour de Berne                 | 1.2  | Natalja Kistchuk     |        |
| 25    | Gran Premio della Liberazione | 1.1  | Greta Zocca          |        |
| 29-1  | Étoile Vosgienne              | 2.2  | Edita Pučinskaitė    |        |

### Mai
| Date  | Épreuve                           | Cat. | Vainqueur        | Équipe     |
| ----- | --------------------------------- | ---- | ---------------- | ---------- |
| 5-15  | Tour de l'Aude                    | 2.1  | Catherine Marsal | SLV-Winora |
| 19-22 | Amev International Ladies Trophee | 2.2  | Monica Valen     |            |
| 26-29 | Tour de Majorque                  | 2.2  | Maria Tsal       |            |
| 29-5  | Tjejtrampet                       | 1.2  | Monique Knol     |            |
| 31-5  | Tour du Portugal                  | 2.2  | Elena Barillova  |            |

### Juin
| Date  | Épreuve                                | Cat. | Vainqueur         | Équipe |
| ----- | -------------------------------------- | ---- | ----------------- | ------ |
| 5     | CoreStates Liberty Classic             | 1.2  | Marianne Berglund |        |
| 10-12 | Emakumeen Euskal Bira                  | 2.2  | Elena Barillova   |        |
| 10-12 | GP de la Mutualite de la Haute-Garonne | 2.2  | Gulnara Fatkúlina |        |
| 11    | Tour du Trentin international          | 2.2  | Imelda Chiappa    |        |
| 26    | Women's Challenge                      | 2.1  | Clara Hughes      |        |
| 26-3  | Tour de Bretagne                       | 2.2  | Svetlana Stolbova |        |

### Juillet
| Date  | Épreuve                       | Cat. | Vainqueur           | Équipe |
| ----- | ----------------------------- | ---- | ------------------- | ------ |
| 11    | Tour d'Italie                 | 2.1  | Michela Fanini      |        |
| 13-17 | GP Kanton Zürich              | 2.2  | Rasa Polikeviciute  |        |
| 29-31 | Tour de Feminin - Krásná Lípa | 2.2  | Zinaida Stahurskaia |        |

### Août
| Date  | Épreuve                                  | Cat. | Vainqueur            | Équipe     |
| ----- | ---------------------------------------- | ---- | -------------------- | ---------- |
| 6     | Tour de France féminin                   | 2.1  | Valentina Polkhanova |            |
| 11-14 | Tour de Thuringe                         | 2.2  | Alison Dunlap        |            |
| 24    | Championnats du monde - course en ligne  | CM   | Monica Valvik        | Norvège    |
| 25    | Championnats du monde - contre-la-montre | CM   | Karen Kurreck        | États-Unis |

### Septembre
| Date | Épreuve           | Cat. | Vainqueur             | Équipe |
| ---- | ----------------- | ---- | --------------------- | ------ |
| 3-4  | Masters féminin   | 2.1  | Luzia Zberg           |        |
| 18   | Chrono champenois | 1.2  | Svetlana Samokhvalova |        |

## Classement individuel
| #   | Cycliste             | Pays       | Points |
| --- | -------------------- | ---------- | ------ |
| 1.  | Monica Valvik        | Norvège    | 178    |
| 2.  | Luzia Zberg          | Suisse     | 121    |
| 3.  | Rasa Polikevičiūtė   | Lituanie   | 109    |
| 4.  | Jeannie Longo        | France     | 99     |
| 5.  | Catherine Marsal     | France     | 95     |
| 6.  | Karen Kurreck        | États-Unis | 94     |
| 7.  | Valentina Polkhanova | Russie     | 91     |
| 8.  | Patsy Maegerman      | Belgique   | 85     |
| 9.  | Anne Samplonius      | Canada     | 82     |
| 10. | Elena Barillova      | Slovaquie  | 70     |